# جزيرة موهوبومبا
جزيرة موهوبومبا وهي جزيرة من جزر إندونيسيا، وتقع في إقليم غورونتالو، ضمن أرخبيل سولاوسي.